# Live Session EP
Albums de 3OH!3
Innerpartysystem Split 7
(2009)
Live Session EP est le troisième album sorti par le duo electro-rock du Colorado 3OH!3. Il s'agit de leur seconde sortie par le label Photo Finish Records. Cet EP contient six enregistrements live, dont quatre d'entre eux sont des pistes enregistrées précédemment, avec une piste inédite, You Don't Love Me Girl et un remix de I'm Good, I'm Gone de Lykke Li.

## Liste des pistes
| No | Titre                                      | Durée |
| -- | ------------------------------------------ | ----- |
| 1. | Colorado Sunrise (Live)                    | 3:13  |
| 2. | Don't Trust Me (Live)                      | 5:58  |
| 3. | I'm Good, I'm Gone (Lykke Li Remix) (Live) | 3:34  |
| 4. | Dragon Backpack (Live)                     | 2:17  |
| 5. | Still Around (Live)                        | 3:35  |
| 6. | You Don't Love Me Girl (Live)              | 3:28  |